# 我只凝望你
《我只凝望你》（日語：あなただけ見つめてる，又译：只注视着你），是日本女性創作歌手大黑摩季的第6張單曲和代表作之一。1993年12月10日發行。

## 簡介
大黑摩季轉籍到Being,Inc.直屬的唱片公司B-Gram RECORDS之後的第一張單曲。作為朝日電視台的人氣電視動畫《灌籃高手》的片尾曲，是大黑首次演唱動畫歌曲。
歌曲聽起來十分元氣，但歌詞描述卻是女主角愛上一名男子之後，為了成為他的理想對象，甘願改變自己以往的一切，一意配合心上人，最終成為完全迷失自我失去夢想的女人。歌曲實質上批判了日本傳統的男性主義以及對女性為了以男性為絕對中心的家庭生活拋棄自我做出反思。擁護日本男性優越的家庭制度的學者速見健朗也曾將這首歌和1992年平松愛理的《房間和Y Shirt和我》作了比較。

## 排名
單曲在Oricon公信榜最高排行第2位，在榜時間長達22週，發售三個月後銷量突破百萬，成為大黑第二張百萬銷量的單曲。總銷量高達123.6萬張，是1994年度日本單曲銷量第8位。是大黑銷量第二高的單曲，僅次於1995年的《LA·LA·LA》。
這首歌也是《灌籃高手》眾多高銷量主題曲中銷量最高的單曲，同時是日本歷代動畫歌曲銷量第三位。

## 收錄曲目
1. 我只凝望你（あなただけ見つめてる）
作詞、作曲：大黑摩季；編曲：葉山武
朝日電視台電視動畫《灌籃高手》的片尾曲
2. GLORIA　
作詞、作曲：大黑摩季；編曲：葉山武
3. 我只凝望你 （Original Karaoke）
4. GLORIA （Original Karaoke）